# Thurnia jenmanii
Thurnia jenmanii är en gräsväxtart som beskrevs av Joseph Dalton Hooker. Thurnia jenmanii ingår i släktet Thurnia och familjen Thurniaceae.
Artens utbredningsområde är Guyana. Inga underarter finns listade i Catalogue of Life.